# Alcyonium rotiferum
Alcyonium rotiferum är en korallart som beskrevs av Thomson 1910. Alcyonium rotiferum ingår i släktet Alcyonium och familjen läderkoraller. Inga underarter finns listade i Catalogue of Life.